# ريوكان
ريوكان (بالنرويجية: Rjukan) هي أكبر مدينة والمركز الإداري لبلدية تين في مقاطعة تلمارك، النرويج. سُمّيت باسم شلالات ريوكان (الشلال الدخّاني) التي تقع غرب المدينة. حصلت على تصنيف مدينة في عام 1996، ويبلغ عدد سكانها 3886 نسمة (في يناير 2007).

## التاريخ
كانت في السابق مركزا صناعيا كبيرا في تلمارك، حيث تأسست المدينة بين عامي 1905 و 1916 عندما بدأت شركة نورسك هيدرو إنتاج الملح الصخري (الأسمدة) هناك. وقد اختيرت ريوكان بسبب شلالها الذي يبلغ ارتفاعه 104 مترا، والذي يسهُل من خلاله توليد كميات كبيرة من الكهرباء. تشير التقديرات إلى أن إنشاء المدينة تكلف نحو ضعفي الميزانية الوطنية للنرويج، وأنها ضمت ما يقرب من 12,000 عامل من السويد والدانمارك وفنلندا والنرويج، لبناء مصانع المدينة والمدينة نفسها.
وفي عام 1934 أنشأت نورسك هيدرو في ريوكان ما اعتُبر وقتها أكبر محطة للطاقة في العالم، ومعه محطة لإنتاج الهيدروجين - واكتُشف فيما بعد أن أحد المنتجات الثانوية للهيدروجين هو الماء الثقيل ذو الاستخدامات النووية. والآن تحولت محطة الطاقة إلى متحف لعمال الصناعة النرويجية يُعرض فيه تاريخ ريوكان وتاريخ الصناعة النرويجية وكذلك تاريخ الحرب العالمية الثانية المتصل بتخريب نورسك هيدرو .

## الاقتصاد والسياحة

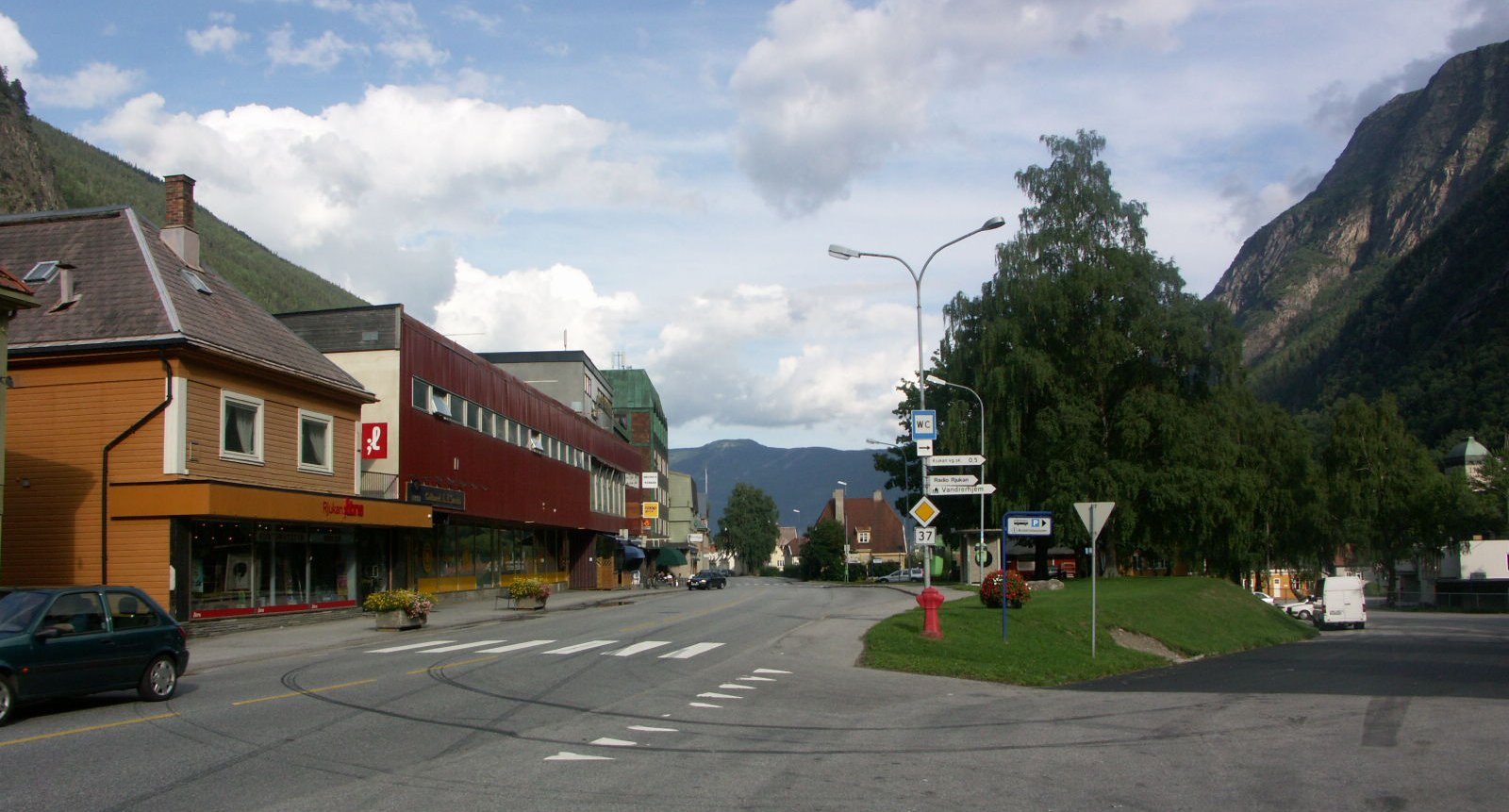
ساحة مدينة ريوكان، المحصورة بين منحدرات شديدة

تضم ريوكان بعض المصانع، وكذلك لها تاريخ طويل في مجال السياحة حيث يفد السياح إلى واديها الضيق منذ أكثر من قرن. يعتبر شلال ريوكان أحد أشهر المعالم في النرويج، وقد ظهر في العديد من الأعمال الفنية. في السنوات الأخيرة أصبحت ريوكان مركزا لرياضة تسلق الجليد.
تقبع ريوكان في ظلال الجبال ما بين سبتمبر ومارس، ولا تصل إليها أشعة الشمس أبدا. في عام 2013 - وبتكلفة 5 مليون كرونة نرويجية - ثُبّتت مرايا كبيرة على سفح الجبل لتعكس أشعة الشمس وتضيء ساحة البلدة.

## معرض صور

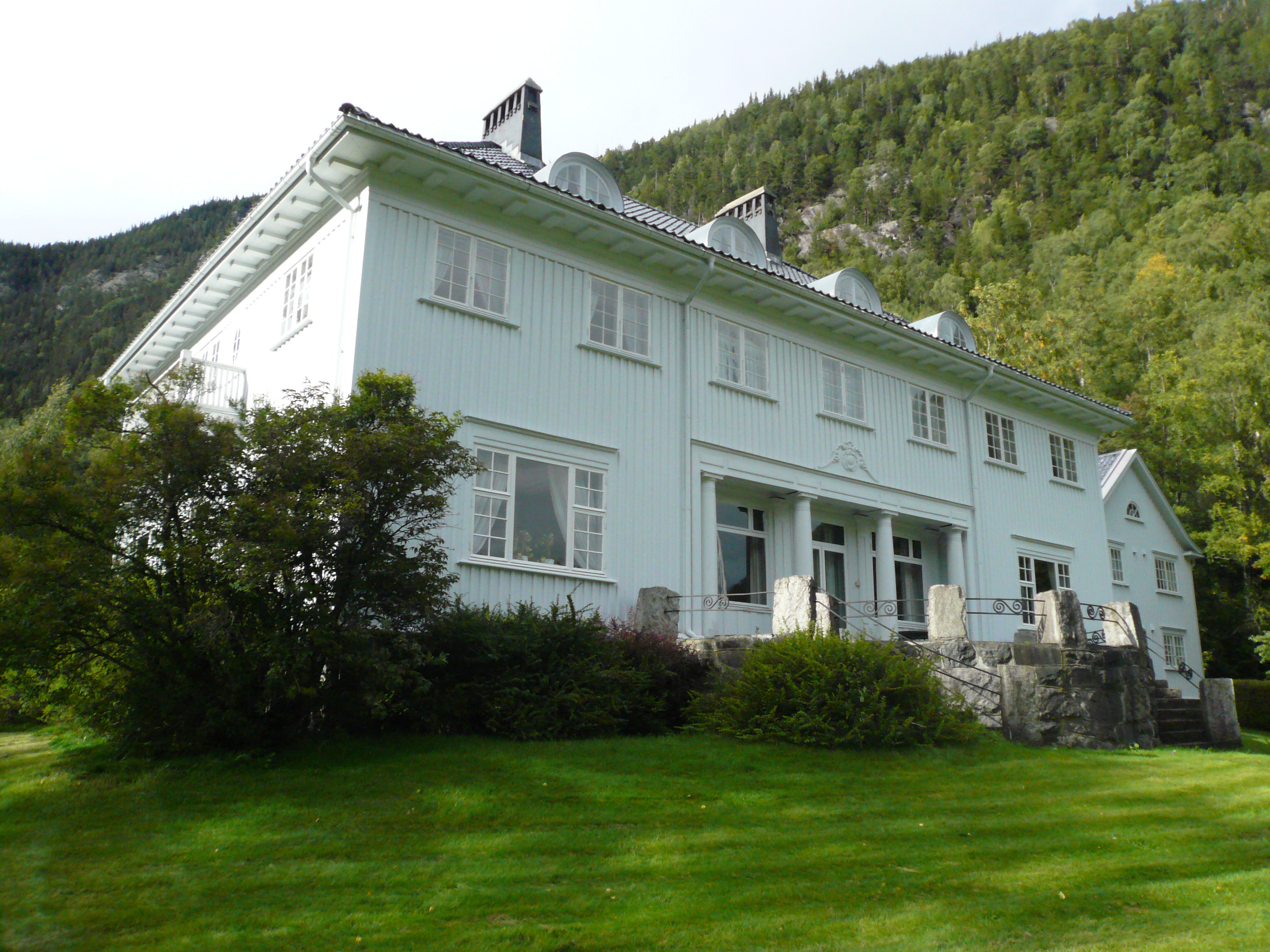
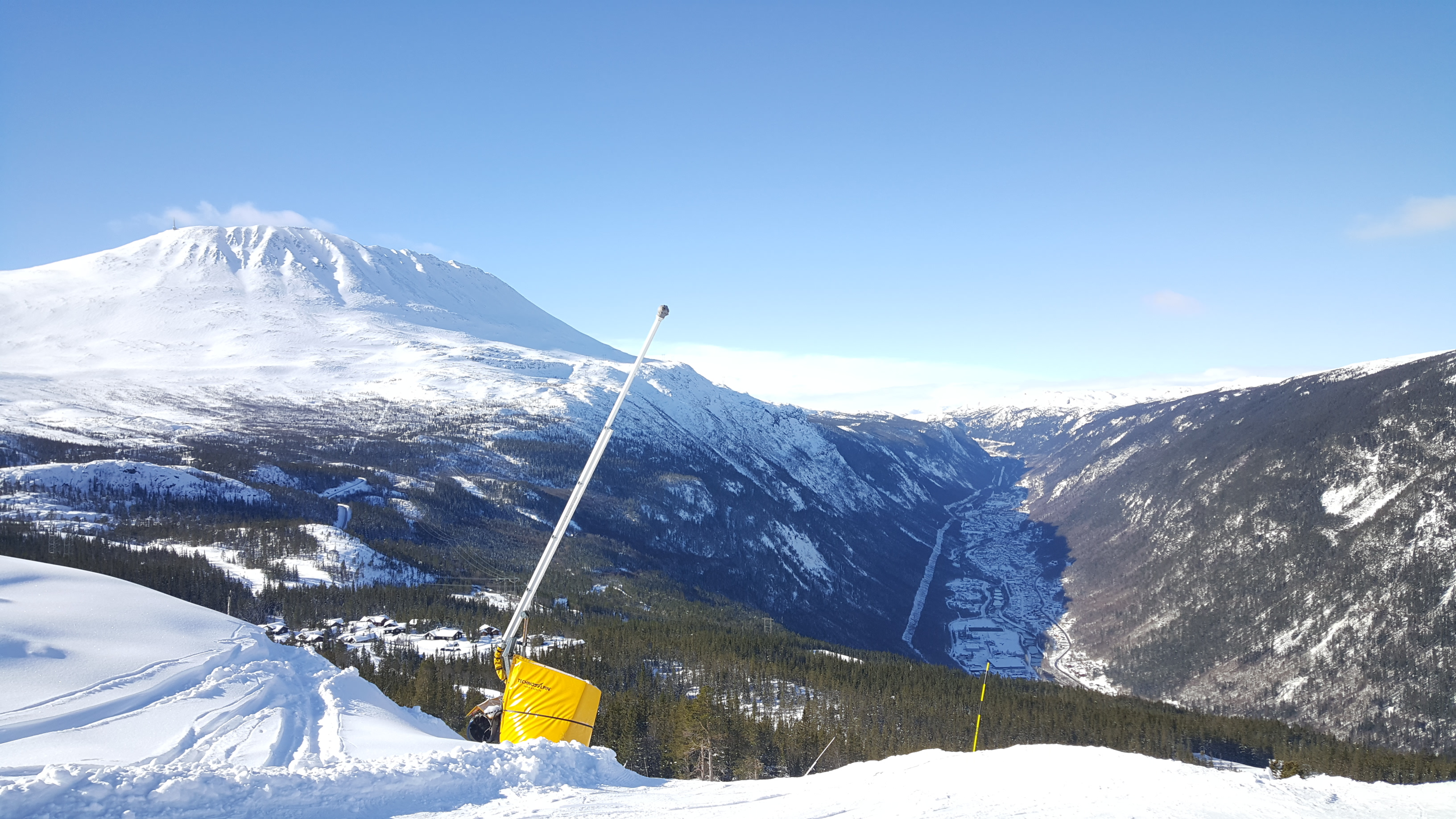
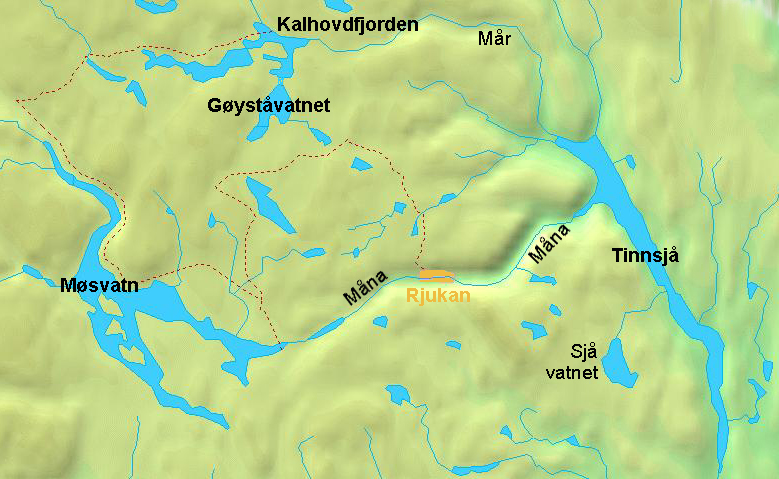